# Abraham Kome
Abraham Boualo Kome (* 2. Juli 1969 in Loum) ist ein kamerunischer Geistlicher und römisch-katholischer Bischof von Bafang.

## Leben
Abraham Kome studierte am theologischen Seminar von Nkongbodol in Douala und empfing am 11. Dezember 1999 die Priesterweihe für das Bistum Nkongsamba. An der Universität Dschang erwarb er das Lizenziat in Philosophie und Sozialwissenschaften.
Nach seiner Priesterweihe war er für ein Jahr Kaplan an der Kathedrale von Nkongsamba und Diözesanseelsorger für die Kinder und Jugendlichen. Anschließend war er bis 2003 Studienpräfekt am Knabenseminar in Melong und Diözesanzeremoniar. Nach drei Jahren als Pfarrer in Bafang war er von 2006 bis 2011 Generalvikar und vom 5. März 2011 bis zu seiner Ernennung zum Bischof Diözesanadministrator von Nkongsamba.
Papst Benedikt XVI. ernannte ihn am 26. Mai 2012 zum ersten Bischof des mit gleichem Datum errichteten Bistums Bafang. Die Bischofsweihe spendete ihm der Apostolische Nuntius in Kamerun und Äquatorialguinea, Erzbischof Piero Pioppo, am 15. Juli desselben Jahres; Mitkonsekratoren waren Samuel Kleda, Erzbischof von Douala, und Dieudonné Watio, Bischof von Bafoussam.
Während der vom 6. Juni 2017 bis zum 11. Juli 2020 andauernden Sedisvakanz war er zusätzlich Apostolischer Administrator von Bafia.